# Janusz Ostrowski

Bischofswappen von Janusz Ostrowski

Janusz Ostrowski (* 16. November 1964 in Olsztyn) ist ein polnischer römisch-katholischer Geistlicher und Weihbischof in Ermland.

## Leben
Janusz Ostrowski studierte Philosophie und Katholische Theologie am Priesterseminar Hosianum in Olsztyn. Er empfing am 25. Mai 1991 in der Kathedralbasilika St. Jakob in Olsztyn durch den Bischof von Ermland, Edmund Piszcz, das Sakrament der Priesterweihe für das Bistum Ermland (ab 1992 Erzbistum Ermland).
Nach der Priesterweihe war Ostrowski zunächst als Pfarrvikar der Pfarrei St. Katharina in Braniewo tätig. 1993 wurde er für weiterführende Studien nach Rom entsandt, wo er 1997 an der Päpstlichen Lateranuniversität bei Zbigniew Suchecki OFMConv mit der Arbeit La perdita dello stato clericale con particolare riferimento alla dimissione penale nel vigente Codice di Diritto Canonico („Der Verlust des klerikalen Standes unter besonderer Berücksichtigung der strafrechtlichen Entlassung im geltenden Kodex des kanonischen Rechtes“) im Fach Kanonisches Recht promoviert wurde. 1997 kehrte Ostrowski in seine Heimat zurück und fungierte kurzzeitig als Notar der Diözesankurie des Erzbistums Ermland, bevor er 1998 Subregens und Dozent für Kanonisches Recht am Priesterseminar Hosianum in Olsztyn wurde. Von 1999 bis 2006 wirkte er als Fidei-Donum-Priester in Togo. Nach der Rückkehr ins Erzbistum Ermland wurde Ostrowski Richter und 2009 zusätzlich Vizeoffizial am diözesanen Kirchengericht. Ab 2001 lehrte er auch an der Theologischen Fakultät der Universität Ermland-Masuren in Olsztyn. Zudem war er von 2006 bis 2008 Pfarrvikar der Pfarrei St. Adalbert in Olsztyn sowie von 2008 bis 2009 Juristenseelsorger und von 2010 bis 2013 Verantwortlicher für die missionarische Pastoral im Erzbistum Ermland. Außerdem fungierte er von 2007 bis 2011 als Postulator im Seligsprechungsprozess für 46 Märtyrer, die während des Zweiten Weltkriegs im Ermland getötet worden waren. Darüber hinaus war er ab 2008 Kanoniker des Kollegiatkapitels in Lidzbark Warmiński und Mitglied der Gruppe für die bischöflichen Visitationen im Erzbistum Ermland.
Am 27. Februar 2018 ernannte ihn Papst Franziskus zum Titularbischof von Caltadria und zum Weihbischof im Erzbistum Ermland. Der Erzbischof von Ermland, Józef Górzyński, spendete ihm am 21. April desselben Jahres in der Kathedralbasilika St. Jakob in Olsztyn die Bischofsweihe. Mitkonsekratoren waren der Apostolische Nuntius in Polen, Erzbischof Salvatore Pennacchio, und der emeritierte Erzbischof von Ermland, Edmund Piszcz. Ostrowski wählte den Wahlspruch Jesu in te confido („Jesus, auf dich vertraue ich“). Als Weihbischof ist Ostrowski Moderator der Kurie und Generalvikar des Erzbistums Ermland. Darüber hinaus gehört er dem Priesterrat, dem Diözesanvermögensverwaltungsrat, dem Diözesanpastoralrat und dem Konsultorenkollegium des Erzbistums sowie dem Rat für Personalangelegenheiten an. Außerdem ist er Mitglied der Kommission für die Priester und die Seelsorge und des Beirates des Museumskomplexes der Kathedrale Mariä Himmelfahrt und St. Andreas in Frombork. Überdies wurde er 2019 Dompropst des Ermländischen Domkapitels.
In der Polnischen Bischofskonferenz gehört Ostrowski zudem seit 2019 der Missionskommission und der Arbeitsgruppe für die Kontakte mit der Französischen Bischofskonferenz an.

## Wappen
Auf dem Wappen von Janusz Ostrowski ist Christus als der Gute Hirte zu sehen. Das Vorbild für die Darstellung war eine in den Vatikanischen Museen befindliche Statue des Guten Hirten, wodurch ein Bezug zur Stadt Rom hergestellt wird, wo Ostrowski studierte. Der grüne Hintergrund symbolisiert die Hoffnung.

## Schriften
- La perdita dello stato clericale con particolare riferimento alla dimissione penale nel vigente Codice di Diritto Canonico (= Theses ad Doctoratum in Jure Canonico). Pontificia Università Lateranense, Rom 1997, OCLC 1423874124.
- Świadkowie wiary: słudzy Boży – ofiary nazizmu i komunizmu. Warmińskie Wydawnictwo Diecezjalne, Olsztyn 2015, ISBN 978-83-65210-02-9.